# Calliandra tsugoides
Calliandra tsugoides är en ärtväxt som beskrevs av John Macqueen Cowan. Arten ingår i släktet Calliandra och familjen Fabaceae. Inga underarter finns listade i Catalogue of Life.
Den förekommer naturligt från Guainía i Colombia till södra Venezuela och nordvästra Brasilien. Växten är en buske eller ett träd och växter främst i våta tropiska områden.